# Hoof (Schauenburg)
Hoof  ist ein Ortsteil der Gemeinde Schauenburg im nordhessischen Landkreis Kassel und Sitz der Gemeindeverwaltung.

## Geographie
Hoof befindet sich etwa elf Kilometer südwestlich von Kassel in der nach dem Ort benannten Hoofer Pforte, einer mit der Bauna in Richtung Südosten verlaufenden Talsenke zwischen dem Hohen Habichtswald (bis 614,7 m ü. NN) im Norden und dem Langenberg (bis 557 m) im Süden. Es liegt zentral in der Gemeinde Schauenburg zwischen den Orten Breitenbach im Westen und Elgershausen im Osten und breitet sich am Zusammenfluss der Vorderen und Hinteren Bauna zur Bauna hin aus.
Die Topografie von Hoof weist eine starke Hanglage mit etwa 100 m Höhenunterschied im bebauten Ortsgebiet (310 bis 410 m) auf. Etwa 90 m oberhalb bzw. westlich von Hoof befinden sich auf dem 500 m hohen Schauenburger Burgberg die Überbleibsel der Schauenburg.
Zudem führen Abschnitte des Baunapfads und des Herkuleswegs durch Hoof.

## Geschichte

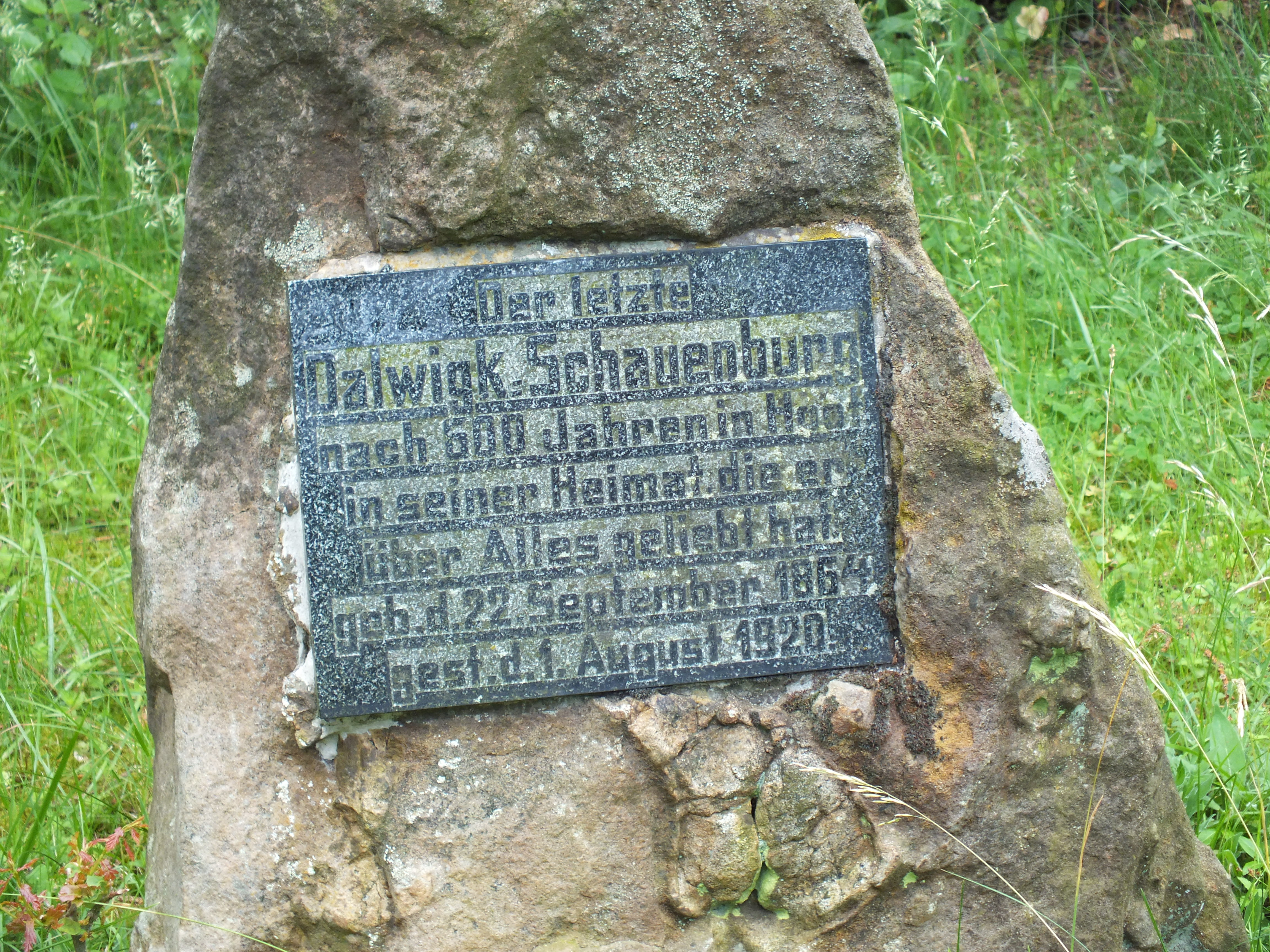
Grabstein des letzten von Dalwigk zu Schauenburg am Wolwerskopf

### Ortsgeschichte
Das Dorf wurde soweit bekannt erstmals im Jahre 1315/18 als „daz nuwe hus“ erwähnt, als die Herren von Dalwigk und die von Löwenstein über dessen Bau mit dem Landgrafen von Hessen in Streit gerieten. Historische Namensformen des sich um diesen Burgsitz entwickelnden Dorfs waren „im Hobe“ (1366) und „der Hoff“ (1585 und 1747). Der Ortsname bezieht sich auf diesen ersten Siedlungskern des Dorfs, den am Fuß der von Kurmainz an Zweige der Rittergeschlechter Dalwigk und Löwenstein verpfändeten Burg erbauten Burgsitz. Die Dalwigk erhielten 1332 die Burg und das dazugehörige Gericht von Kurmainz zu Erbburglehen. Im Jahre 1459 trugen die Dalwigk die Dörfer des Gerichts dem Landgrafen zu Lehen auf. Der namensgebende Gutshof ist in veränderter Form bis heute erhalten und wird weiterhin landwirtschaftlich genutzt, während die auf dem Burgberg gelegene Schauenburg nur noch in Rudimenten erkennbar ist.
Die kriegerischen Auseinandersetzungen zwischen den hessischen Landgrafen und den Mainzer Erzbischöfen führten zeitweise zu einer Teilung des Dorfes in einen nordwestwärts gelegenen mainzischen und einen weiter östlich gelegenen hessischen Teil.
Bis zur Reformation stand Hoof unter dem Dekanat Fritzlar, ab 1872 gehörte es zur protestantischen Klasse Wilhelmshöhe.
In der Zeit des napoleonischen Königreichs Westphalen (1807–1813) war Hoof Verwaltungssitz des Kantons Hoof.
Die Bevölkerung pflegte früher von Lohnarbeit auf den großen Höfen, karger eigener Landwirtschaft oder Arbeit Untertage (Zeche Marie, Roter Stollen im Habichtswald) zu leben. Heute wohnen in Hoof zahlreiche Pendler, die im Volkswagenwerk Baunatal oder in Kassel arbeiten.
 Hessische Gebietsreform
Im Zuge der Gebietsreform in Hessen wurden zum 31. Dezember 1971 die bis dahin selbständigen Gemeinden Martinhagen, Breitenbach und Elmshagen auf freiwilliger Basis in die Gemeinde Hoof eingemeindet. Zum 1. August 1972 wurden die Gemeinden Elgershausen und Hoof kraft Landesgesetz zur neuen Großgemeinde Schauenburg zusammengeschlossen. Für alle ehemaligen Gemeinden wurden je ein Ortsbezirk eingerichtet.

### Hoofer Seekuh
Im Jahre 1978 sorgte der Fund eines etwa 30 Millionen Jahre alten Wirbeltierskeletts aus dem Tertiär (Paläogen) auf einem Gartengrundstück bei Hoof direkt neben der Bahnstrecke Kassel–Naumburg für Aufsehen. Dieses Fossil, die Hoofer Seekuh, war für kurze Zeit im Ort in der Schauenburghalle ausgestellt. Heute ist sie im Naturkundemuseum Ottoneum in Kassel zu sehen.

### Verwaltungsgeschichte im Überblick
Die folgende Liste zeigt die Staaten und Verwaltungseinheiten, denen Hoof angehört(e):
- vor 1567: Heiliges Römisches Reich, Landgrafschaft Hessen, Amt Bauna
- ab 1567: Heiliges Römisches Reich, Landgrafschaft Hessen-Kassel, Niederhessen, Amt Bauna
- ab 1804: Heiliges Römisches Reich, Landgrafschaft Hessen-Kassel, Niederhessen, Amt Wilhelmshöhe
- 1807–1813: Königreich Westphalen, Departement der Fulda, Distrikt Kassel, Kanton Hoof (Friedensgericht Hoof)
- ab 1815: Kurfürstentum Hessen, Provinz Niederhessen, Amt Wilhelmshöhe
- ab 1821/22: Kurfürstentum Hessen, Provinz Niederhessen, Landkreis Kassel[9][Anm. 1]
- ab 1848: Kurfürstentum Hessen, Bezirk Kassel
- ab 1851: Kurfürstentum Hessen, Provinz Niederhessen, Landkreis Kassel
- ab 1867: Königreich Preußen, Provinz Hessen-Nassau, Regierungsbezirk Kassel, Landkreis Kassel
- ab 1871: Deutsches Reich, Königreich Preußen, Provinz Hessen-Nassau, Regierungsbezirk Kassel, Landkreis Kassel
- ab 1918: Deutsches Reich, Freistaat Preußen, Provinz Hessen-Nassau, Regierungsbezirk Kassel, Landkreis Kassel
- ab 1944: Deutsches Reich, Freistaat Preußen, Provinz Kurhessen, Landkreis Kassel
- ab 1945: Deutsches Reich, Amerikanische Besatzungszone, Groß-Hessen, Regierungsbezirk Kassel, Landkreis Kassel
- ab 1946: Deutsches Reich, Amerikanische Besatzungszone, Hessen, Regierungsbezirk Kassel, Landkreis Kassel
- ab 1949: Bundesrepublik Deutschland, Hessen, Regierungsbezirk Kassel, Landkreis Kassel
- ab 1972: Bundesrepublik Deutschland, Hessen, Regierungsbezirk Kassel, Landkreis Kassel, Gemeinde Schauenburg

## Bevölkerung
Einwohnerstruktur 2011
Nach den Erhebungen des Zensus 2011 lebten am Stichtag, dem 9. Mai 2011, in Hoof 2826 Einwohner. Darunter waren 138 (4,9 %). Nach dem Lebensalter waren 459 Einwohner unter 18 Jahren, 1134 zwischen 18 und 49, 591 zwischen 50 und 64 und 639 Einwohner waren 65 und älter. Die Einwohner lebten in 1284 Haushalten. Davon waren 390 Singlehaushalte, 420 Paare ohne Kinder und 354 Paare mit Kindern, sowie 90 Alleinerziehende und 27 Wohngemeinschaften. In 312 Haushalten lebten ausschließlich Senioren und in 834 Haushaltungen lebten keine Senioren.
Einwohnerentwicklung
| Quelle: Historisches Ortslexikon |                                                                               |
| • 1585:                          | 54 Haushaltungen                                                              |
| • 1747:                          | 79 Haushaltungen (Stadt- und Dorfbuch des Ober- und Niederfürstentums Hessen) |

| Hoof: Einwohnerzahlen von 1834 bis 2011 | Hoof: Einwohnerzahlen von 1834 bis 2011 | Hoof: Einwohnerzahlen von 1834 bis 2011 | Hoof: Einwohnerzahlen von 1834 bis 2011 | Hoof: Einwohnerzahlen von 1834 bis 2011 |
| --- | --------------------------------------- | --------------------------------------- | --------------------------------------- | --------------------------------------- |
| Jahr |                                         |                                         |                                         | Einwohner                               |
| 1834 | 1834                                    |                                         | 844                                     | 844                                     |
| 1840 | 1840                                    |                                         | 947                                     | 947                                     |
| 1846 | 1846                                    |                                         | 989                                     | 989                                     |
| 1852 | 1852                                    |                                         | 1.050                                   | 1.050                                   |
| 1858 | 1858                                    |                                         | 1.022                                   | 1.022                                   |
| 1864 | 1864                                    |                                         | 1.049                                   | 1.049                                   |
| 1871 | 1871                                    |                                         | 1.006                                   | 1.006                                   |
| 1875 | 1875                                    |                                         | 1.076                                   | 1.076                                   |
| 1885 | 1885                                    |                                         | 1.208                                   | 1.208                                   |
| 1895 | 1895                                    |                                         | 1.257                                   | 1.257                                   |
| 1905 | 1905                                    |                                         | 1.440                                   | 1.440                                   |
| 1910 | 1910                                    |                                         | 1.428                                   | 1.428                                   |
| 1925 | 1925                                    |                                         | 1.504                                   | 1.504                                   |
| 1939 | 1939                                    |                                         | 1.748                                   | 1.748                                   |
| 1946 | 1946                                    |                                         | 2.282                                   | 2.282                                   |
| 1950 | 1950                                    |                                         | 2.259                                   | 2.259                                   |
| 1956 | 1956                                    |                                         | 2.050                                   | 2.050                                   |
| 1961 | 1961                                    |                                         | 2.142                                   | 2.142                                   |
| 1967 | 1967                                    |                                         | 2.904                                   | 2.904                                   |
| 1970 | 1970                                    |                                         | 2.942                                   | 2.942                                   |
| 1980 | 1980                                    |                                         | ?                                       | ?                                       |
| 1990 | 1990                                    |                                         | ?                                       | ?                                       |
| 2000 | 2000                                    |                                         | ?                                       | ?                                       |
| 2011 | 2011                                    |                                         | 2.826                                   | 2.826                                   |
| Datenquelle: Historisches Gemeindeverzeichnis für Hessen: Die Bevölkerung der Gemeinden 1834 bis 1967. Wiesbaden: Hessisches Statistisches Landesamt, 1968. Weitere Quellen: LAGIS; Zensus 2011 |                                         |                                         |                                         |                                         |

Historische Religionszugehörigkeit
| Quelle: Historisches Ortslexikon |                                                                  |
| • 1885:                          | 1020 evangelische, keine katholischen und 161 jüdische Einwohner |
| • 1961:                          | 1958 evangelische, 152 römisch-katholische Einwohner             |

## Politik
Für Hoof besteht ein Ortsbezirk (Gebiete der ehemaligen Gemeinde Hoof) mit Ortsbeirat und Ortsvorsteher nach der Hessischen Gemeindeordnung.
Der Ortsbeirat besteht aus sieben Mitgliedern. Bei den Kommunalwahlen in Hessen 2021 betrug die Wahlbeteiligung zum Ortsbeirat 49,29 %. Dabei wurden gewählt: vier Mitglieder der SPD und jeweils ein Mitglied der CDU, des Bündnis 90/Die Grünen und der „Offensive Schauenbueg e.  V.“. Der Ortsbeirat wählte Alfred Gonschorowski (SPD) zum Ortsvorsteher.

## Kultur und Sehenswürdigkeiten

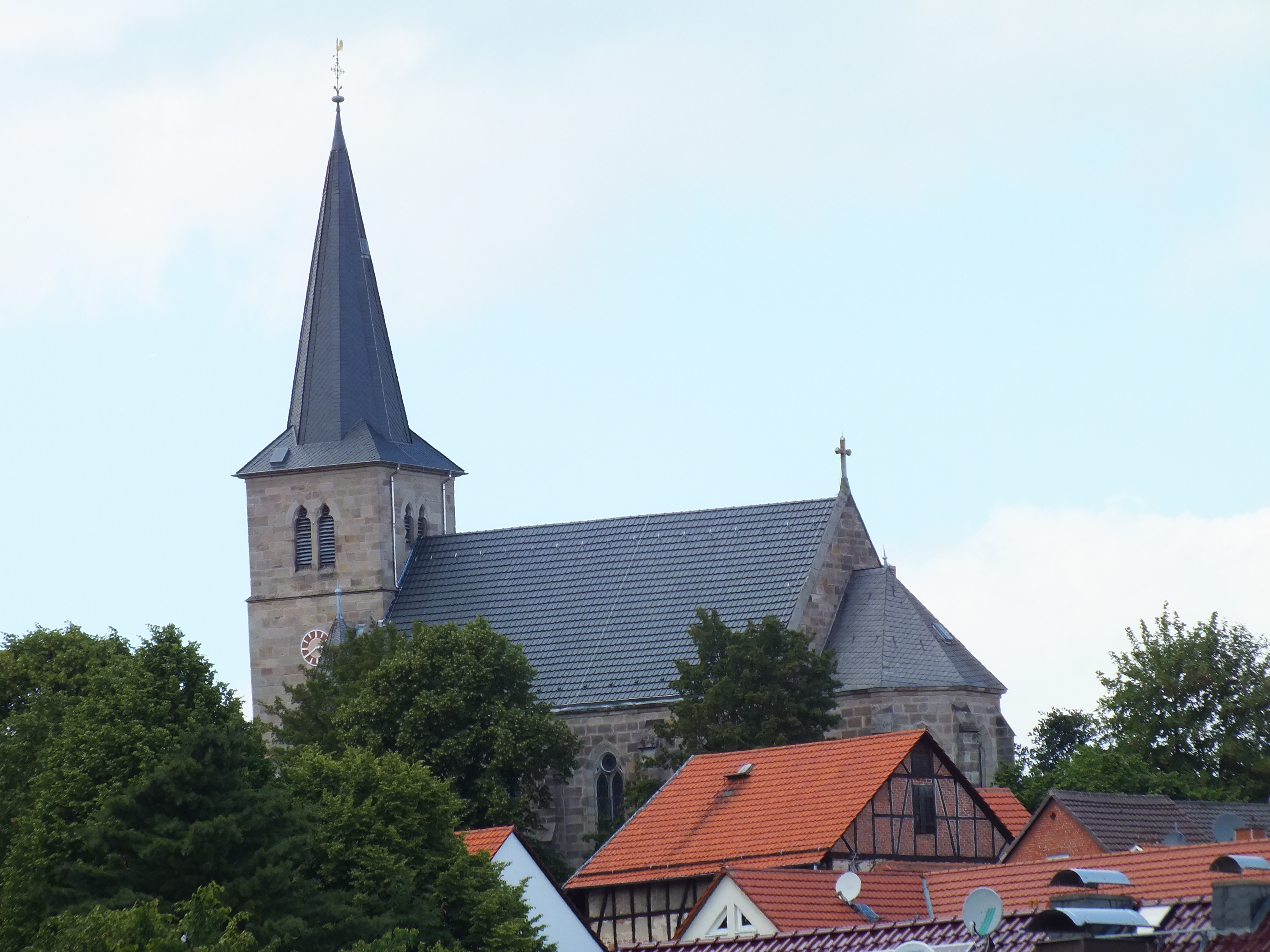
Blick vom Wolwerskopf auf die Kirche

- Der alte Ortskern mit hessischem Fachwerk, das nur in einzelnen Fällen durch besondere Qualität besticht, liegt im oberen Drittel des Gefälles vorwiegend nördlich der Hauptstraße (Korbacher Straße).
- Nennenswerte Baudenkmäler sind das Dalwigksche Gutshaus, das direkt an der Hauptstraße gelegen ist, sowie der eigentliche Gutshof, der 1863 von dem bereits im nächsten Jahr durch Jagdunfall ums Leben gekommenen Heinrich Robert Heydenreich[13] gekauft wurde und sich seit 1901 im Besitz der Familie von Kieckebusch befindet. Der Maler Christian Rohlfs (1849–1938) verbrachte 1886 einige Monate als Gast in dem Gutshaus und malte dort einige Porträts der Familie und Ansichten des Gutshauses.
- Wie auch die ehemalige Kirche, vermutlich aus dem 12. Jahrhundert, thront die heutige neugotische Kirche sichtbar auf einem Felsvorsprung über dem Dorf.

## Wirtschaft und Infrastruktur

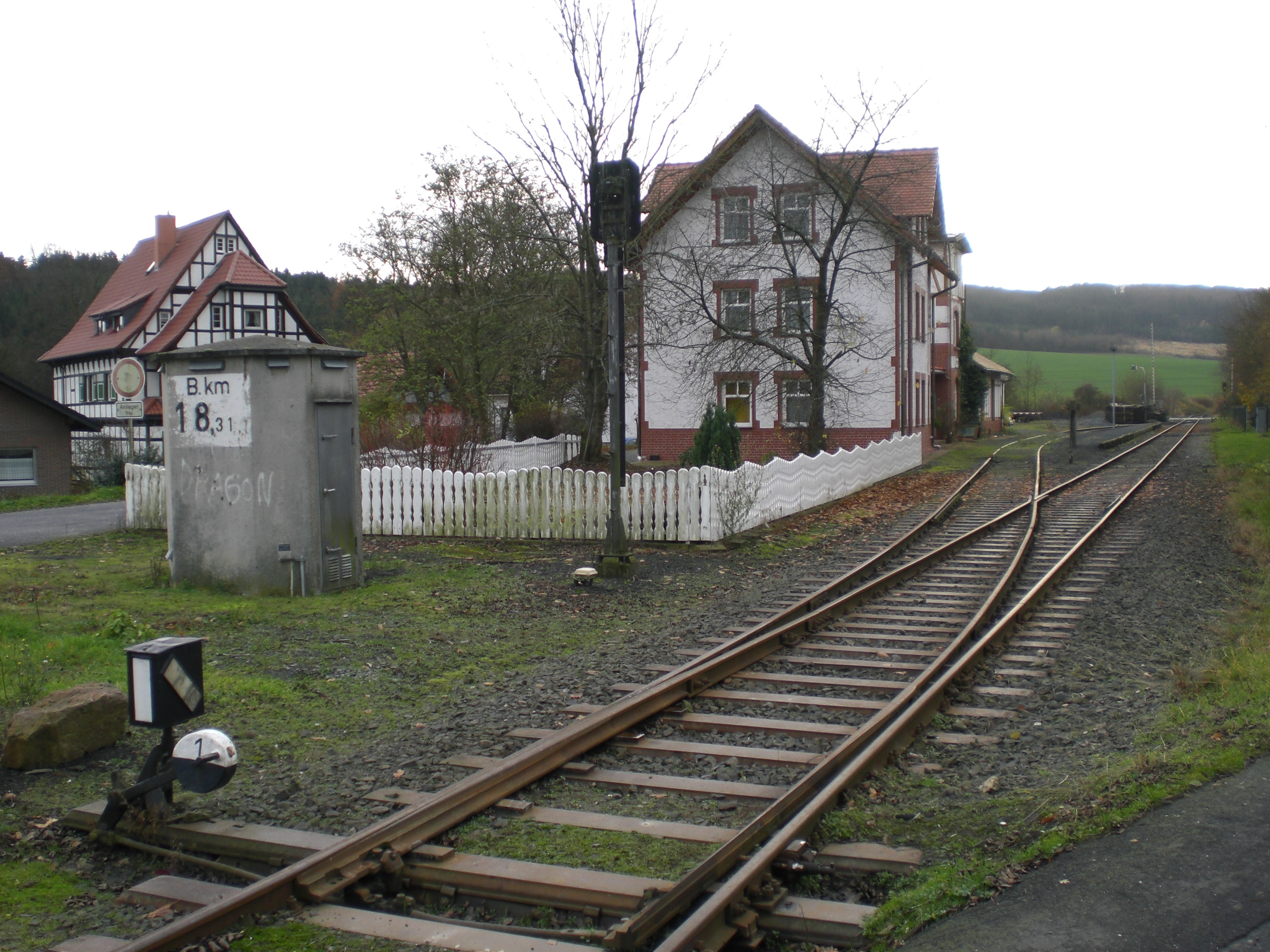
Bahnhof Schauenburg-Hoof

- Erwähnenswerte größere Gewerbebetriebe existieren mit Ausnahme eines großen Sägewerks nicht. Durch eine allgemein als etwas unglücklich angesehene Bauplanung befinden sich größere Geschäfte mittlerweile nur noch auf halber Strecke zu dem tiefer gelegenen Ortsteil Elgershausen.
- Im Ort stehen das Rathaus und eine Grillhütte.
- Hoof ist Standort der Schauenburghalle.

### Bildung
- Der Kindergarten „Regenbogen“ in Hoof besteht aus vier Gruppen.
- Der Kindergarten „Baunaknirpse“ in Hoof besteht aus zwei Gruppen.
- Im Ort gibt es eine Grundschule für die örtlichen Kinder.

### Verkehr
- Der Nordhessische Verkehrsverbund (NVV) stellt mit den Buslinien 52, 53, 153 und 159 den öffentlichen Personennahverkehr sicher.
- Hoof hat einen Bahnhof, Schauenburg-Hoof, an der Bahnstrecke Kassel–Naumburg. Der Regel-Personenverkehr wurde hier allerdings bereits 1977, der Güterverkehr 1991 eingestellt. Seitdem hält dort nur noch der Hessencourrier, eine Museumseisenbahn.

## Persönlichkeiten
- Caspar Friedrich von Dalwigk (1619–1675), Hofmeister und Gesandter beim Reichstag in Regensburg
- Marie Hassenpflug (1788–1856), verheiratete von Dalwigk zu Schauenburg, Beiträgerin zur Grimmschen Märchensammlung, wohnte zeitweise auf dem Gut Hoof.
- Gottfried Fenner (1829–1902), Jurist und Mitglied des Deutschen Reichstags (Nationalliberale Partei)
- Karl Landgrebe (1889–1974), deutscher Komponist